# براء مامادو ندياي
براء مامادو ندياي (بالفرنسية: Bara Mamadou Ndiaye)‏ هو لاعب كرة قدم سنغالي، ولد في 31 ديسمبر 1991 في تيفوان في السنغال. لعب مع غازي عنتاب بي.بي.كي ونادي لوغانو.

## وصلات خارجية
- براء مامادو ندياي على موقع اتحاد تركيا (لاعب) (الإنجليزية)
- براء مامادو ندياي على موقع قاعدة بيانات كرة القدم.إي يو (الإنجليزية)
- براء مامادو ندياي على موقع Soccerway.com (الإنجليزية)
- براء مامادو ندياي على موقع عالم كرة القدم.نت (الإنجليزية)